# Prostřední Dvůr

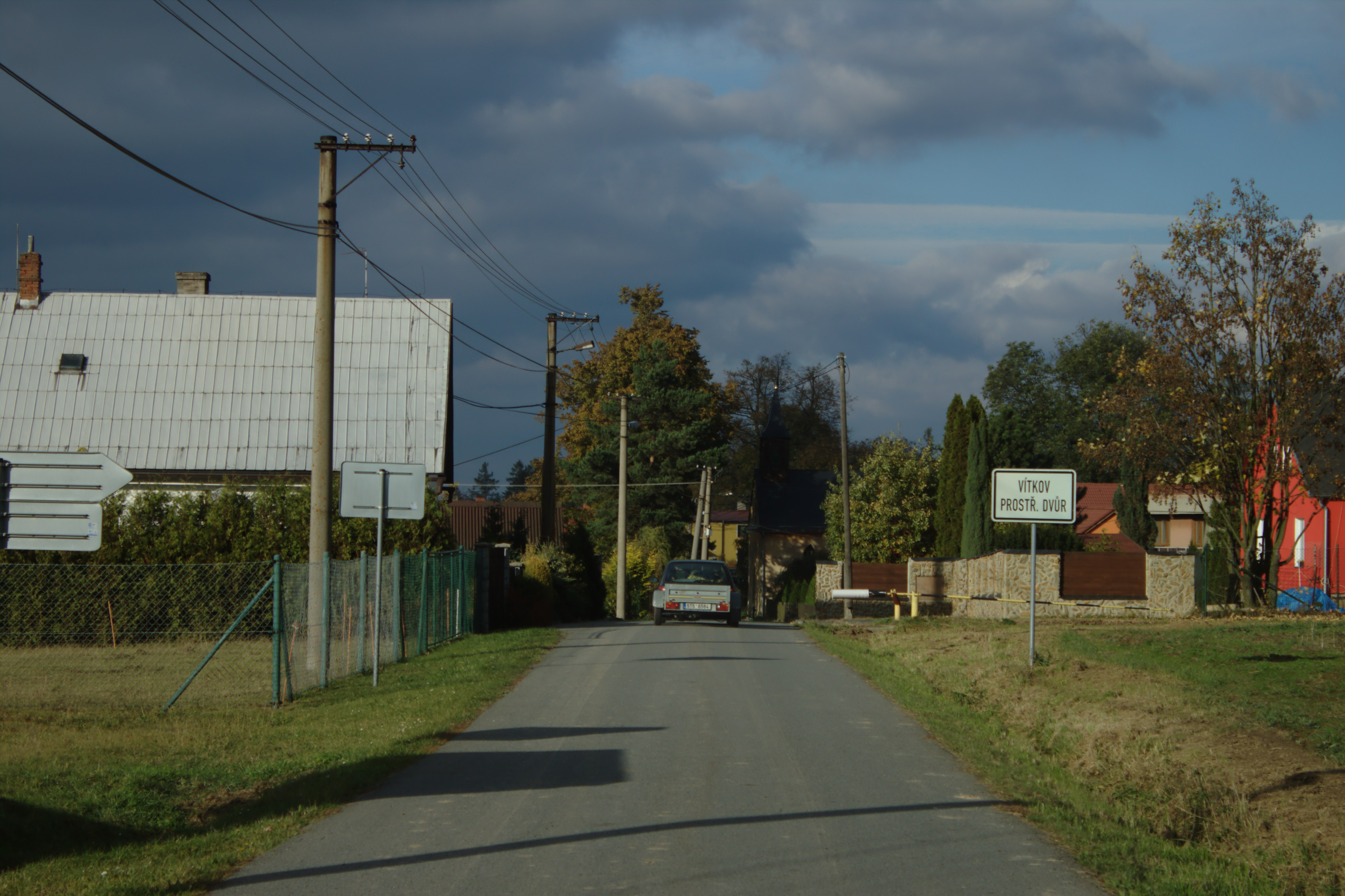
Ortseinfahrt

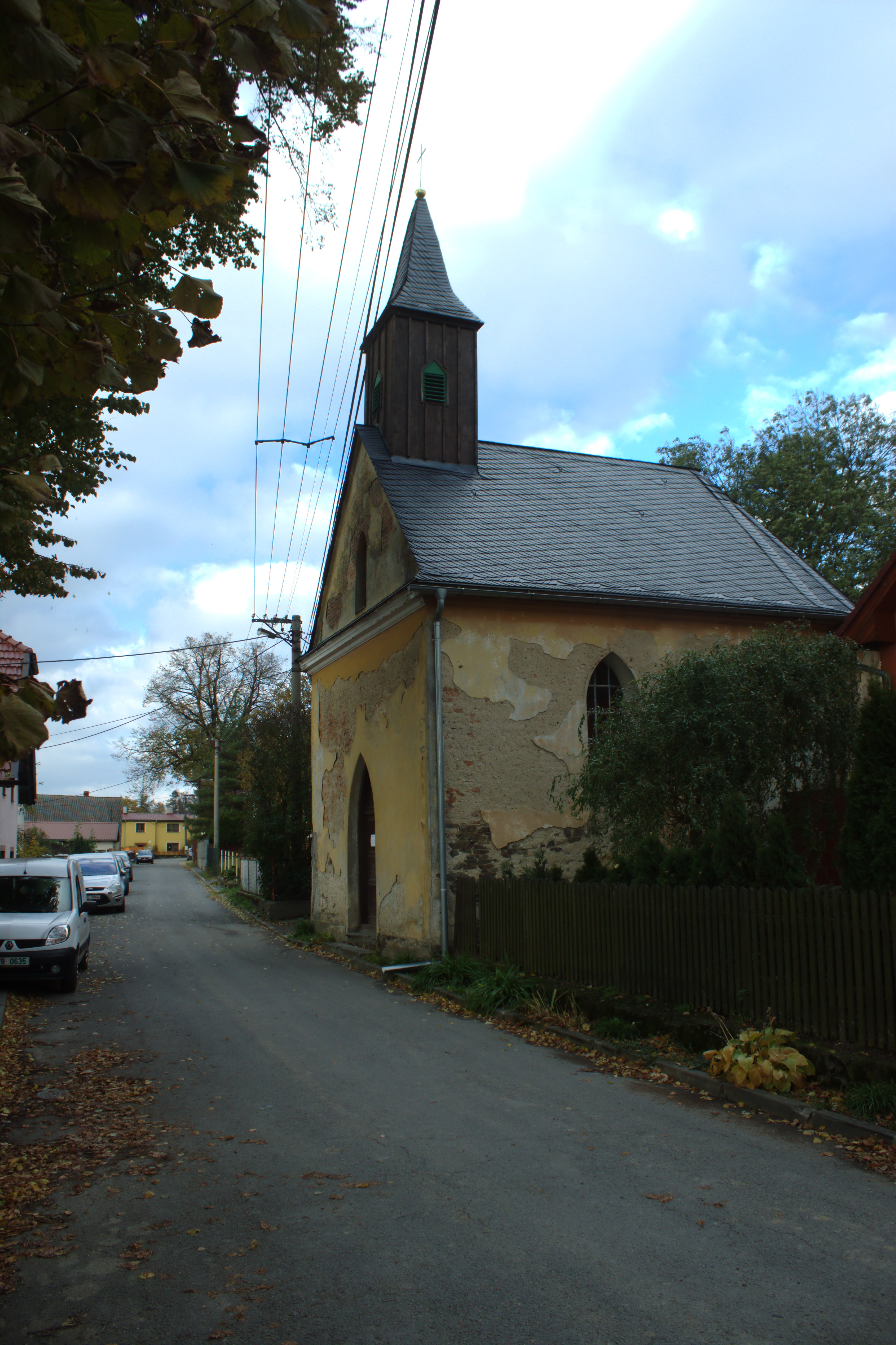
Kapelle des hl. Josef

Prostřední Dvůr (deutsch Mittelhof) ist ein Ortsteil der Stadt Vítkov in Tschechien. Er liegt drei Kilometer nordöstlich von Vítkov und gehört zum Okres Opava.

## Geographie
Prostřední Dvůr befindet sich auf einer Hochfläche in der Vítkovská vrchovina (Wigstadtler Berge). Nordöstlich erhebt sich der Kamenný vrch (518 m n.m.), im Westen der U Vodojemu (516 m n.m.). Am südlichen Ortsrand verläuft die Staatsstraße II/462 zwischen Vítkov und Lesní Albrechtice. Das Dorf liegt im Naturpark Moravice; gegen Norden erstreckt sich das bewaldete Mohratal. Nordwestlich befindet sich die Ruine der Burg Vikštejn.
Nachbarorte sind Dubová, Annino údolí, Nýtek, Vendelín und Javoří im Norden, Veselka, Jelenice und Lesní Albrechtice im Nordosten, Březová im Osten, Větřkovice und Nové Vrbno im Südosten, Kamenka im Süden, Dolní Ves und Vítkov im Südwesten, Horní Ves im Westen sowie Lhotka und Podhradí im Nordwesten.

## Geschichte
Nachdem sich 1795 die meisten Bauern der Herrschaft Wigstadtl aus der Robot freigekauft und nur noch die Häusler Fußrobot zu leisten hatten, begann die Herrschaft mit der Parzellierung der herrschaftlichen Meierhöfe. Mittelhof entstand als jüngste der drei Wigstadtler Kolonien unter Emanuel von Zawisch-Ossenitz und wurde 1806 erstmals erwähnt.
Im Jahre 1834 bestand die Kolonie Mittelhof aus 11 Häusern, in denen 52 deutschsprachige Personen lebten. Haupterwerbsquellen bildeten der Ackerbau und die Leinweberei. Im Ort befand sich der herrschaftliche Mittelhof mit einer Schäferei. Pfarr- und Schulort war Wigstadtel. Bis zur Mitte des 19. Jahrhunderts blieb Mittelhof der Minderherrschaft Wigstadtel untertänig.
Nach der Aufhebung der Patrimonialherrschaften gehörten die Kolonien Mittelhof, Scheibenhof und Schneckenhof ab 1849 zur Gemeinde Oberdorf / Horní Ves im Gerichtsbezirk Wigstadtl. Ab 1869 wurden sie Teil des Bezirks Troppau. Zu dieser Zeit hatten die drei Siedlungen 305 Einwohner und bestanden aus 55 Häusern. Im Jahre 1900 lebten in Mittelhof, Scheibenhof und Schneckenhof 348 Personen, 1910 waren es 326. 1920 wurden die drei Kolonien zusammen mit Wigstadtl Oberdorf (Vítkov Horní Ves) nach Wigstadtl eingemeindet. Beim Zensus von 1921 lebten in den 39 Häusern von Mittelhof /Dvůr Prostřední 182 Deutsche. Nach dem Münchner Abkommen wurde das Dorf 1938 dem Deutschen Reich zugesprochen und gehörte bis 1945 zum Landkreis Troppau. Nach dem Ende des Zweiten Weltkrieges kam Prostřední Dvůr zur Tschechoslowakei zurück, die meisten der deutschsprachigen Bewohner wurden vertrieben. 1949 wurde Prostřední Dvůr dem neu gebildeten Okres Vítkov zugeordnet, der bei der Gebietsreform von 1960 wieder aufgehoben wurde. Zum 1. Juli 1975 erfolgte die Vereinigung der Ortsteile Prostřední Dvůr, Nýtek und Veselka zu einem Ortsteil Prostřední Dvůr. Beim Zensus von 2001 lebten in den 34 Häusern des Ortsteils 82 Personen. 

## Ortsgliederung
Der Ortsteil Prostřední Dvůr besteht aus den Ansiedlungen Nýtek (Scheibenhof), Prostřední Dvůr (Mittelhof) und Veselka (Schneckenhof). 
Der Ortsteil ist Teil des Katastralbezirkes Vítkov.

## Sehenswürdigkeiten
- Kapelle des hl. Josef, errichtet 1888
- Steinernes Kreuz, geschaffen 1806